# Luwalaje
Luwalaje è una circoscrizione rurale (rural ward) della Tanzania situata nel distretto di Chunya, regione di Mbeya. Conta una popolazione di 4 305 abitanti (censimento 2012).